# Erich Michael Türk
Erich Michaël Türk (Cluj, Roemenië 1972) is een Roemeens organist en klavecinist.

## Levensloop
Türk studeerde orgel aan het Conservatorium "Gheorghe Dima" bij Ursula Philippi en studeerde er ook koordirectie bij Florentin Mihăescu. Hij studeerde verder in Wenen bij Michael Radulescu (orgel) en Gordon Murray (klavecimbel). Hij nam ook deel aan meestercursussen voor beide instrumenten in Portugal, Frankrijk, Duitsland, Zwitserland en Rusland.
Van 1994 tot 1999 was hij organist en koordirigent in de Lutherse kerk van Medias. Vanaf 1995 doceerde hij basso continuo en orgel aan het "Gheorghe Dima" Conservatorium in Cluj. 
Hij trad veelvuldig op als solist of samen met het barokensemble "Transylvania", zowel in Roemenië als in andere landen (Nederland, België, Duitsland, Oostenrijk, Hongarije, Moldavië).
In 2000 behaalde hij de Tweede prijs in het internationaal orgelconcours, in het kader van het Festival Musica Antiqua in Brugge. Hij was ook laureaat van de eerste internationale orgelwedstrijd in Kotka (Finland) in 2002.

## Discografie
Uitvoeringen door Türk werden vaak opgenomen tijdens radioconcerten, onder andere bij Radio Cluj en Radio Bukarest, de Oostenrijkse Radio ORF/, de AVRO en NCRV Radio/NL, Radio3 België). 
Samen met het barokensemble "Transylvania" heeft hij een CD opgenomen met West-Europese en Transsylvaanse barokmuziek.